# Fresne-Léguillon
Fresne-Léguillon település Franciaországban, Oise megyében. Lakosainak száma 440 fő (2022. január 1.). Fresne-Léguillon Fleury, Ivry-le-Temple, Monneville, Senots és Montchevreuil községekkel határos.

## Népesség
A település népességének változása:
| Lakosok száma | 463  | 454  | 455  | 438  | 438  | 438  | 440  | 440  | 440  |
|               | 2013 | 2015 | 2016 | 2017 | 2018 | 2019 | 2020 | 2021 | 2022 |